# SN 2014J
SN 2014J – supernowa typu Ia w galaktyce M82. Odkryta 21 stycznia 2014 roku, w chwili odkrycia miała wielkość 11,5m. Maksimum blasku osiągnęła 31 stycznia, przy wielkości 10,5m. Przed potwierdzeniem odkrycia nosiła tymczasowe oznaczenie PSN J09554214+6940260.

## Odkrycie
Supernowa odkryta została przypadkowo przez brytyjskiego astronoma Steve'a Fosseya z grupą studentów University College London. Fossey prowadził 21 stycznia wieczorem zajęcia ze studentami, demonstrował im obsługę 35-centymetrowego teleskopu należącego do Obserwatorium Astronomicznego University of London. Korzystając z przerwy w chmurach wykonał zdjęcie galaktyki M82 i zauważył na jej brzegu dodatkową gwiazdę, której nie pamiętał ze wcześniejszych obserwacji. Porównanie zdjęcia z wcześniejszymi pokazało, że istotnie w galaktyce pojawiła się nowa gwiazda. Po potwierdzeniu obserwacji przy pomocy innego teleskopu Fossey powiadomił innych astronomów o odkryciu.
Pierwszy pomiar widma supernowej wykonał Yi Cao przy pomocy 3,5-metrowego teleskopu ARC w Nowym Meksyku. Wyniki jego pomiarów pozwoliły sklasyfikować supernową jako typ Ia i określić prawdopodobny czas maksimum blasku na 14 dni po obserwacji.
Już po odkryciu supernowa została odnaleziona na wcześniejszych zdjęciach M82, najwcześniejsze z nich, wykonane przez K. Itagakiego pochodzi z 15 stycznia 2014, supernowa ma na nim wielkość 14,4m.
W widmie promieniowania γ zaobserwowano linię kobaltu 56Co, który jest produktem rozpadu niklu 56Ni. Pozwoliło to na oszacowanie, że podczas wybuchu 56Ni powstał w ilości około 0,6 masy Słońca. Badanie przeprowadzone 28 sierpnia 2014 roku.